# Basile Lemeunier
Basile Lemeunier, né le 9 mars 1852 à Antoigny et mort le 20 août 1922 à Villecresnes, est un peintre français.

## Biographie
Basile Victor Lemeunier est le fils de Denis Lemeunier, maréchal, et de Marie Grippon
.
Vers l'âge de 6 ans, il peint déjà les murs de la maison paternelle, puis étend son support au village natal. Il obtient du département un stage de deux ans afin poursuivre ses études à Paris.
Arrivé dans la capitale, il suit un temps les cours d'Amédée Hédin et d'Alexandre Cabanel.
Élève d'Édouard Detaille, il expose au Salon à partir de 1876.
En 1880, il épouse Henriette Fortwenger; leurs enfants Carolus et Henri seront également artistes peintres.
Il peint des scènes de la vie contemporaine, scènes de genre et scènes de rue, puis devient portraitiste.
Récompensé par une mention honorable lors de l'Exposition universelle de 1889 et d'une médaille de bronze à celle de 1900, il obtient une médaille de deuxième classe au Salon de 1907, puis passe hors-concours.
En 1909, il expose une des plus belles toiles du grand salon avec le portrait de Mme Renault.
Il réalise parmi ses portraits les plus connus ceux du Comte de Contades, d'Albert Christophle, de Wilfrid Challemel, de l'abbé Desaunay, du général Moisson…
Il meurt à Villecresnes à l'âge de 70 ans